# Phrurolithus apertus
Espèce
Phrurolithus apertus est une espèce d'araignées aranéomorphes de la famille des Phrurolithidae.

## Distribution
Cette espèce est endémique du Texas aux États-Unis,. Elle se rencontre dans le comté de Cameron.

## Description
Le mâle holotype mesure 1,69 mm et la femelle paratype 1,75 mm.

## Publication originale
- Gertsch, 1935 : New American spiders with notes on other species. American Museum novitates, no 805, p. 1-24 (texte intégral).